# Piotr Osiadły
Piotr Osiadły (ur. 29 czerwca 1901 w Krzesławicach, zm. 6 czerwca 1920 w Stachowie) – sierżant Wojska Polskiego, uczestnik wojny polsko-bolszewickiej, kawaler Orderu Virtuti Militari.

## Życiorys
Urodził się 29 czerwca 1901 w Krzesławicach, w ówczesnym powiecie krakowskim Królestwa Galicji i Lodomerii, w rodzinie Błażeja i Marii z d. Hołota. Ukończył siedem klas szkoły powszechnej w Oświęcimiu, a następnie dokształcał się prywatnie w zakresie szkoły średniej. Należał do drużyny skautowej w Oświęcimiu. Przed wstąpieniem do wojska pracował w Państwowym Zarządzie Wodnym w Oświęcimiu-Barakach, w charakterze urzędnika.
6 listopada 1918 wstąpił do Wojska Polskiego. W czasie wojny z bolszewikami walczył w szeregach III batalionu 3 pułku piechoty. Pełnił funkcję podoficera broni 3. kompanii karabinów maszynowych i awansował na sierżanta. Wyróżnił się w czasie walk nad Berezyną: 2 czerwca 1920 pod wsią Chałmówka i dwa dni później pod wsią Lachówka. 25 września 1921 dowódca 3. kompanii km, porucznik Franciszek Płatek we wniosku na odznaczenie Orderem Virtuti Militari napisał:

W dniu 2 czerwca 1920 11. kompania III/3 pp Leg. atakowała wieś Chałmówkę koło Mściża. Pierwszy pluton km przydzielony był do tejże kompanii. Sierż. Osiadły będąc podoficerem broni 3. kompanii km zgłosił się na ochotnika do I plutonu i samorzutnie poderwał pluton do ataku, chociaż linia własnej piechoty była 150 kroków z tyłu. Nieprzyjaciel niespodzianie zaskoczony i oskrzydlony zaczął się wycofywać tracąc kilkunastu ludzi zabitych i 7 wziętych do niewoli.
W dniu 4 czerwca 1920 IV pluton 3 kompanii km został przydzielony do kompanii sztabowej 64 pułku piechoty i w czasie ataków nieprzyjacielskich pod Lachówką sierżant Osiadły, który dostarczał amunicję dla km, widząc krytyczną sytuację również zgłosił się na ochotnika do IV plutonu km i podrywał obsługę km wciąż naprzód, jednocześnie zachęcając piechotę do kontrataku. Kiedy już cała nasza linia zaczęła posuwać się naprzód sierż. Osiadły został ranny w brzuch, będąc wysuniętym 200 kroków przed własną piechotę. Nieprzyjaciel widząc, iż dowódca tego brawurowego oddziału został ranny, ruszył nagle do kontrataku wskutek czego nasza piechota i obsługa km zaczęła się cofać nie zdążywszy zabrać rannego, który był za daleko wysunięty. Po przybyciu posiłków i posunięciu naszej linii naprzód sierż. Osiadły został zabrany z placu boju do szpitala, gdzie po trzech dniach zmarł.

Sierżant Osiadły zmarł 6 czerwca 1920 w szpitalu w Stachowie, w następstwie odniesionej rany. Został pochowany na cmentarzu w Smolewiczach. Był kawalerem, nie miał dzieci.

## Ordery i odznaczenia
- Krzyż Srebrny Orderu Wojskowego Virtuti Militari nr 5587 – pośmiertnie 18 września 1922[11][12][13][14][15]

20 września 1937 Komitet Krzyża i Medalu Niepodległości odrzucił wniosek o nadanie mu tego odznaczenia „z powodu braku pracy niepodległościowej”.